# João Carlos Correia Brandão de Bettencourt Henriques de Noronha
João Carlos Correia Brandão de Bettencourt Henriques de Noronha (17 de Setembro de 1794 - 7 de Julho de 1875), 2.º Visconde da Torre Bela, foi um militar, empresário agrícola e diplomata português.

## Família
Filho de Fernando José Correia Brandão de Bettencourt Henriques de Noronha, 1.º Visconde da Torre Bela, e de sua mulher Emília Henriqueta Pinto de Sousa Coutinho, filha do 1.º Visconde com Grandeza de Balsemão.

## Biografia
Senhor dos Vínculos de sua Casa, Proprietário na Ilha da Madeira, Senhor do Morgado e Vínculo da Torre Bela no Concelho de Câmara de Lobos, e Moço Fidalgo da Casa Real com exercício no Paço, assentou praça na Legião de Tropas Ligeiras em 1802, com dispensa de menoridade. Foi autorizado a frequentar a Academia Militar de Berlim, onde fez o Curso de Cavalaria e foi reconhecido Cadete a 28 de Setembro de 1816. Acompanhou seu pai a Nápoles, no Reino das Duas Sicílias, como Adido Militar de Legação, e foi promovido a Alferes a 14 de Abril de 1818, a Tenente a 13 de Abril de 1823 e a Capitão a 8 de Março de 1833. Graduado em Major a 1 de Janeiro de 1834, pediu a demissão a 11 de Agosto do mesmo ano. Foi Cavaleiro Professo da Ordem de Cristo e serviu como Ajudante do então Infante D. Miguel em 1823, na altura da Vilafrancada.
O título de 2.º Visconde da Torre Bela foi-lhe renovado por Decreto de 14 de Julho de 1823 de D. João VI de Portugal.

## Casamento e descendência
Casou em Lisboa, Santa Isabel, a 25 de Abril/Maio de 1824 com sua prima-irmã Isabel Joaquina Correia de Atouguia e Vasconcelos (26 de Novembro de 1799 - 7 de Maio de 1833), filha de João Manuel de Atouguia e Vasconcelos, Governador da Praça da Conceição dos Ilhéus, na Madeira, e de sua mulher Isabel Joaquina Correia Henriques de Noronha, irmã do 1.º Visconde da Torre Bela, da qual teve duas filhas:
- Maria do Carmo Correia Brandão Henriques de Noronha (1825 - 1827)
- Filomena Gabriela Correia Brandão Henriques de Noronha, Brandão Henriques de Noronha ou Correia Henriques de Bettencourt e Atouguia Brandão de Noronha (Berlim, 18 de Março de 1829 - 9 de Agosto de 1925), 3.ª Viscondessa da Torre Bela